# Dorfstetten
Dorfstetten è un comune austriaco di 572 abitanti nel distretto di Melk, in Bassa Austria.